# Rosemary Okafor
Rosemary Nkemjika Okafor (ur. 22 maja 1981) – nigeryjska lekkoatletka specjalizująca się w biegach sprinterskich, uczestniczka letnich igrzysk olimpijskich w Sydney (2000), brązowa medalistka olimpijska w biegu sztafetowym 4 x 400 metrów (po dyskwalifikacji Marion Jones i sztafety Stanów Zjednoczonych w 2007).

## Sukcesy sportowe
| Rok  | Miasto | Zawody                      | Konkurencja        | Wynik         |
| ---- | ------ | --------------------------- | ------------------ | ------------- |
| 1997 | Ibadan | Mistrzostwa Afryki juniorów | bieg na 400 m      | srebrny medal |
| 2000 | Sydney | Igrzyska olimpijskie        | sztafeta 4 x 400 m | brązowy medal |

## Rekordy życiowe
- bieg na 100 metrów (stadion) – 11,53 – Tuscaloosa 20/03/2004
- bieg na 200 metrów (stadion) – 23,18 – Denton 10/05/2003
- bieg na 400 metrów (stadion) – 51,84 – 25/07/2000
- bieg na 400 metrów (hala) – 52,41 – Fayetteville 12/03/2004